# Saison 3 de Falling Skies
Chronologie
Saison 2 Saison 4
Cet article présente les dix épisodes de la troisième saison de la série télévisée américaine Falling Skies.

## Synopsis
Sept mois ont passé. La 2e division s'est alliée aux Volms afin de continuer le combat contre les Esphenis.

## Distribution

### Acteurs principaux
- Noah Wyle (VF : Éric Missoffe) : Tom Mason
- Moon Bloodgood (VF : Marie Zidi) : Anne Glass
- Drew Roy (VF : Alexandre Gillet) : Hal Mason
- Maxim Knight (en) (VF : Valentin Cherbuy) : Matt Mason
- Seychelle Gabriel (VF : Marie Tirmont) : Lourdes Delgado
- Mpho Koaho (en) (VF : Jean-Baptiste Anoumon) : Anthony
- Sarah Carter (VF : Laura Blanc) : Margaret
- Colin Cunningham (VF : Boris Rehlinger) : John Pope
- Connor Jessup (VF : Nathanel Alimi) : Ben
- Will Patton (VF : Patrick Bethune) : le colonel Weaver
- Doug Jones (VF : Jacques Feyel) : Cochise[1] (7 épisodes)

### Acteurs récurrents
- Gloria Reuben (VF : Brigitte Bergès) : Marina Peralta[2] (9 épisodes)
- Brad Kelly : Lyle (9 épisodes)
- Lacey J. Mailey (VF : Leslie Lipkins) : Jeanne, la fille du colonel Weaver (6 épisodes)
- Megan Danso : Deni (6 épisodes)
- Robert Sean Leonard (VF : Guillaume Lebon) : Dr Roger Kadar[2] (5 épisodes)
- Jessy Schram (VF : Sandra Valentin) : Karen Nadler (4 épisodes)
- Ryan Robbins (VF : Fabrice Lelyon) : Tector (4 épisodes)
- Dale Dye (VF : Frédéric Cerdal) : le général Porter (4 épisodes)
- Matt Frewer (VF : Pierre Dourlens) : le général Bressler (4 épisodes)
- Luciana Carro : Crazy Lee (3 épisodes - récurrence à travers les saisons)

### Invités
- Terry O'Quinn (VF : Michel Le Royer) : le professeur Arthur Manchester (épisode 1)
- Hector Bucio (VF : Benjamin Penamaria) : Diego (épisode 1)
- Luvia Petersen : le lieutenant Fisher (épisodes 3 et 4)
- Stephen Collins (VF : Michel Dodane) : le président Hathaway[3] (épisodes 4 et 7)
- Michael Hogan (VF : Michel Voletti) : le général Donovan (épisode 4)
- Christopher Heyerdahl (VF : Jean-François Aupied) : Duane Pickett (épisode 7)
- Jennifer Ferrin (VF : Ivana Coppola) : Rebecca Mason (épisode 8)
- Peter Shinkoda (VF : Yann Guillemot) : Dai (épisode 8)
- Michael Bean : Dr Sumner (épisode 9)
- John H. Mayer : Waschak-Cha'ab (épisode 10)
- Erika Forest : Alexis Glass-Mason (épisode 10)

## Liste des épisodes

### Épisode 1:La Taupe
- États-Unis : 9 juin 2013 sur TNT
- France : 10 septembre 2013 sur OCS Max[4]
- Québec : 4 février 2014 sur Ztélé[5]

- États-Unis : 4,21 millions de téléspectateurs[6] (première diffusion)

### Épisode 2:La Centrale nucléaire
- États-Unis : 9 juin 2013 sur TNT
- France : 10 septembre 2013 sur OCS Max[4]
- Québec : 11 février 2014 sur Ztélé

- États-Unis : 4,21 millions de téléspectateurs[6] (première diffusion)

### Épisode 3:En terrain hostile
- États-Unis : 16 juin 2013 sur TNT
- France : 17 septembre 2013 sur OCS Max[4]
- Québec : 18 février 2014 sur Ztélé

- États-Unis : 2,79 millions de téléspectateurs[7] (première diffusion)

### Épisode 4:La Catarius
- États-Unis : 23 juin 2013 sur TNT
- France : 17 septembre 2013 sur OCS Max[4]
- Québec : 25 février 2014 sur Ztélé

- États-Unis : 3,55 millions de téléspectateurs[8] (première diffusion)

### Épisode 5:Opération de sauvetage
- États-Unis : 30 juin 2013 sur TNT
- France : 24 septembre 2013 sur OCS Max[4]
- Québec : 4 mars 2014 sur Ztélé

- États-Unis : 3,22 millions de téléspectateurs[9] (première diffusion)

### Épisode 6:Un choix cornélien
- États-Unis : 7 juillet 2013 sur TNT
- France : 24 septembre 2013 sur OCS Max[4]
- Québec : 11 mars 2014 sur Ztélé

- États-Unis : 3,49 millions de téléspectateurs[10] (première diffusion)

### Épisode 7:Le Clan des Pickett
- États-Unis : 14 juillet 2013 sur TNT
- France : 1er octobre 2013 sur OCS Max[4]
- Québec : 18 mars 2014 sur Ztélé

- États-Unis : 3,33 millions de téléspectateurs[11] (première diffusion)

### Épisode 8:Le Cauchemar d'une vie
- États-Unis : 21 juillet 2013 sur TNT
- France : 1er octobre 2013 sur OCS Max[4]
- Québec : 25 mars 2014 sur Ztélé

- États-Unis : 3,74 millions de téléspectateurs[12] (première diffusion)

### Épisode 9:Le Monde souterrain
- États-Unis : 28 juillet 2013 sur TNT
- France : 8 octobre 2013 sur OCS Max[4]
- Québec : 1er avril 2014 sur Ztélé

- États-Unis : 3,06 millions de téléspectateurs[13] (première diffusion)

### Épisode 10:Amis ou Ennemis
- États-Unis : 4 août 2013 sur TNT
- France : 8 octobre 2013 sur OCS Max[4]
- Québec : 8 avril 2014 sur Ztélé

- États-Unis : 3,74 millions de téléspectateurs[14] (première diffusion)

Tom part avec des soldats et ses enfants utiliser l'arme secrète des Volms (grand canon à rayon laser bleu) sur un bateau pendant que Dan Weaver fait diversion dans un train.
Ils réussissent enfin à détruire la tour ennemie et donc à faire tomber la grille des Esphenis. Le commandant des Volms arrive avec un énorme vaisseau spatial, et demande à voir Tom Mason et Dan Weaver. Cochise est le fils du commandant en chef qui ne respecte pas le contrat passé avec les humains, et décide de les envoyer au Brésil.
Les humains mécontents résistent, en vain car les Volms arrivent à Charleston en force, dans le but de s'assurer que les humains partent vraiment. En chemin, ils croisent Cochise qui les attend pour leur donner des armes. Il leur dit qu'ils peuvent partir mais qu'ils ne doivent pas rester à Boston.
Sur la route, Tom, Dan, Maggie et Hal rencontrent Karen munie d'un drapeau blanc. Maggie finit par tuer Karen ainsi que ses gardes. Tom entend une voix au loin, il s'avance vers la voix, puis voit Anne ainsi qu'Alexis en vie. Mais Alexis a l'apparence d'une fille de 6 ans alors qu'elle est née il n'y a que 2 mois.